# 耳柄合耳菊
耳柄合耳菊（学名：Synotis otophylla）为菊科合耳菊属下的一种多年生草本植物。該物種分佈於中華人民共和國西藏自治區吉隆海拔3300米的冷杉林下。

## 扩展阅读
- 維基物種上的相關：耳柄合耳菊